# Список аеропортів Білорусі

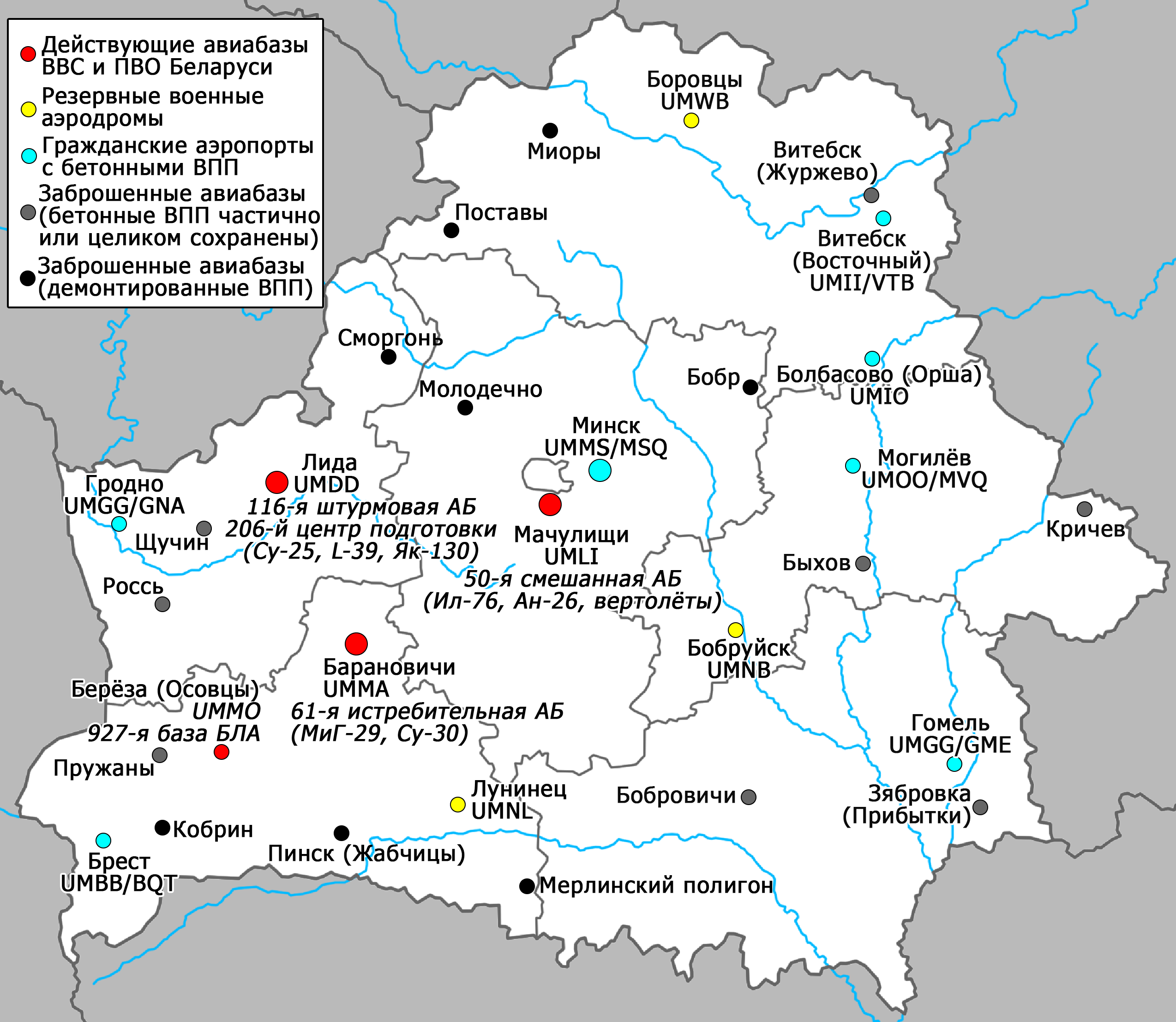

## Перелік аеропортів та аеродромів Білорусі

### Міжнародні аеропорти
У Білорусі є 6 міжнародних аеропортів. Один міжнародний аеропорт (Мінськ-1) був закритий в грудні 2015 року.
| Населений пункт | IATA | ICAO | Назва аеропорту                | ЗПС    |
| --------------- | ---- | ---- | ------------------------------ | ------ |
| Берестя         | BQT  | UMBB | Брест                          | 2620 м |
| Вітебськ        | VTB  | UMII | Вітебськ Східний               | 2606 м |
| Гомель          | GME  | UMGG | Гомель                         | 2570 м |
| Гродно          | GNA  | UMMG | Гродно                         | 2560 м |
| Мінськ          | MSQ  | UMMS | Національний аеропорт «Мінськ» | 3640 м |
| Могильов        | MVQ  | UMOO | Могильов                       | 2000 м |

### Військові аеродроми
Мається інформація про 8 діючих військових аеродромів у Білорусі. Були закриті військові аеродроми Зябрівка (Гомель) — в 1994 році, Вітебськ-Північний (Вітебськ) — в 1996 році, Рось (Рось) — в 2013 році та Міори (Міори). Також були ліквідовані аеродром Точний (Щучин) і аеродром Постави (Постави).
| Населений пункт | IATA     | ICAO     | Назва аеропорту            | ЗПС      |
| --------------- | -------- | -------- | -------------------------- | -------- |
| Барановичі      | невідомо | UMMA     | 61-а винищувальна авіабаза | 3000 м   |
| Ліда            | невідомо | UMDD     | 116-а штурмова авіабаза    | 2500 м   |
| Лунинець        | невідомо | невідомо | Лунинець                   | 2500 м   |
| Мачулищі        | невідомо | UMLI     | Мачулищі                   | 2992 м   |
| Береза          | невідомо | UMMO     | Осівці                     | 2560 м   |
| Полоцьк         | невідомо | невідомо | Борівці                    | 2500 м   |
| Пружани         | невідомо | UMNV     | Пружани                    | 2503 м   |
| Бобруйськ       | невідомо | невідомо | Бобруйськ                  | невідомо |

### Цивільні аеродроми
| Населений пункт | IATA     | ICAO     | Назва аеропорту | ЗПС      | Статус       |
| --------------- | -------- | -------- | --------------- | -------- | ------------ |
| Болбасово       | невідомо | невідомо | Болбасово       | невідомо | цивільний    |
| Мінськ          | невідомо | невідомо | Липки           | невідомо | МНС Білорусі |
| Кароліно        | невідомо | UMNG     | Кароліно        | 760 м    | ДТСААФ       |